# Arteria mediana
De arteria mediana is een extra slagader tussen de  altijd aanwezige polsslagader (arteria radialis) en de ellepijpslagader (arteria ulnaris) die regelmatig wordt aangetroffen bij mensen en dieren.
De prevalentie bedroeg ongeveer 10% bij mensen geboren in het midden van de jaren tachtig van de negentiende eeuw, vergeleken met 30% bij degenen geboren aan het einde van de 20e eeuw, en 35% bij mensen geboren in 2020;  een significante toename in een vrij korte tijdsperiode, als het om evolutie gaat. Wanneer de prevalentie van de arteria medialis 50% of meer bereikt, zou dit moet dit niet meer als variant moeten worden beschouwd, maar als een 'normale' menselijke structuur. Deze toename zou het gevolg kunnen zijn van mutaties in genen die betrokken zijn bij de ontwikkeling van de arteria mediana of gezondheidsproblemen bij moeders tijdens de zwangerschap, of beide. Als deze trend zich voortzet, zal een meerderheid van de mensen tegen 2100 een arteria mediana in de onderarm hebben.
Indien in de onderarm aanwezig bevindt de arteria mediana zich tussen de arteria radialis en de arteria ulnaris. De arteria mediana verloopt langs de nervus medianus en voorziet de structuren die de nervus medianus bezenuwt van zuurstofrijk bloed. De arteria mediana kan eenzijdig of tweezijdig voorkomen.
De arteria mediana loopt diep door naar het retinaculum flexorum manus en eindigt bij een of meer van de arcus palmares.
Bij een diepe polsscheuring, zoals bij een zelfmoordpoging, kan ook de arteria mediana worden beschadigd, waardoor het risico bestaat dat de patiënt doodbloedt als het bestaan van de arteria mediana over het hoofd werd gezien.
- Terminologia Anatomica: A12.2.09.049